# Caccobius cyclotis
Caccobius cyclotis là một loài bọ cánh cứng trong họ Bọ hung (Scarabaeidae).